# Linia kolejowa Halberstadt – Blankenburg
Linia kolejowa Halberstadt – Blankenburg – jednotorowa i niezelektryfikowana linia kolejowa w kraju związkowym Saksonia-Anhalt, w Niemczech. Łączy miejscowości Halberstadt z Blankenburgiem w północnym Harzu.